# Назаркин, Владимир Захарович
Владимир Захарович Назаркин (2 октября 1914, Малая Сергиевка, Нижне-Волжский край — 1989, Свердловск) — капитан Советской Армии, участник Великой Отечественной войны, Герой Советского Союза (1944).

## Биография
Родился 2 октября 1914 года в селе Малая Сергиевка Балашовского уезда Саратовской губернии (ныне — Тамалинский район Пензенской области).
После окончания семи классов школы работал бухгалтером в райпотребсоюзе города Петропавловск.
В 1936—1939 годах служил в Рабоче-крестьянской Красной Армии, участвовал в боях на озере Хасан. В феврале 1942 года повторно призван в армию. С июня того же года — на фронтах Великой Отечественной войны. В боях два раза был ранен.
К июню 1944 года старший лейтенант Владимир Назаркин командовал батареей 1326-го лёгкого артиллерийского полка 71-й лёгкой артиллерийской бригады 5-й гвардейской артиллерийской дивизии прорыва 21-й армии Ленинградского фронта. Отличился во время штурма Выборга. 9 июня 1944 года в бою на подступах к Выборгу батарея Назаркина уничтожила 6 огневых точек, 10 июня — ещё 10. В боях на улицах Выборга Назаркин со своей батареей успешно оказывал огневую поддержку стрелковым частям.
Указом Президиума Верховного Совета СССР от 21 июля 1944 года за «умелое командование батареей, проявленные мужество и героизм в Выборгской операции» старший лейтенант Владимир Назаркин был удостоен высокого звания Героя Советского Союза с вручением ордена Ленина и медали «Золотая Звезда» за номером 2607.

В 1946 году в звании капитана Назаркин был уволен в запас.
Окончил Ленинградский техникум общественного питания. Жил в Свердловске, работал старшим товароведом на механическом заводе.
Умер 24 февраля 1989 года, похоронен на Широкореченском кладбище Екатеринбурга.

## Награды
- Орден Александра Невского (15.05.1945);
- два ордена Отечественной воины 1-й степени (16.07.1944, 06.04.1985[2]);
- два ордена Красной Звезды (17.02.1944, 30.10.1942);
- Медаль «За победу над Германией в Великой Отечественной войне 1941—1945 гг.» (09.05.1945)[3];
- ряд медалей[1].

## Память
- Бюст Назаркина установлен в посёлке Тамала на Аллее Героев у мемориала жителям Тамалинского района Пензенской области — участникам Великой Отечественной войны.